# Tjuvholmen, Borgå
Tjuvholmen är en ö i Finland. Den ligger i Finska viken och i kommunen Borgå i den ekonomiska regionen  Borgå i landskapet Nyland, i den södra delen av landet. Ön ligger omkring 43 kilometer nordöst om Helsingfors.
Öns area är 0,8 hektar och dess största längd är 120 meter i öst-västlig riktning. Ön höjer sig omkring 15 meter över havsytan. I omgivningarna runt Tjuvholmen växer i huvudsak blandskog.